# 植平光彦
植平 光彦（うえひら みつひこ、1956年2月19日 - ）は、日本の実業家。元東京海上ホールディングス執行役員、元かんぽ生命保険取締役兼代表執行役社長。

## 人物・経歴
和歌山県出身。1979年3月に東京大学法学部を卒業した。昭和54年（1979年）4月に東京海上火災保険株式会社（現・東京海上日動火災保険株式会社）に入社。平成24年（2012年）6月に東京海上ホールディングス株式会社執行役員国内事業企画部長に就任。
平成25年（2013年）6月に株式会社かんぽ生命保険常務執行役、同7月同社常務執行役営業企画部長、平成27年（2015年）6月同社専務執行役を経て、平成29年（2017年）6月に、損保ジャパン出身の石井雅実の後任として、かんぽ生命保険取締役兼代表執行役社長に就任。同時に日本郵政株式会社の取締役を兼務。石井が罷免され、植平が社長となった背景としては、日本郵政株式会社の当時の社長である長門正貢と石井の確執があったとされる。
2019年12月27日、かんぽ生命の不適切販売の責任を取り辞任を正式発表。翌2020年1月11日に取締役を退任した。